# Respira
Respira è il secondo album della band alternative rock Airway.

## Tracce
1. Distante (3.18)
2. Cali di tensione (2.45)
3. Ciò che tu non sai (3.15)
4. Revolution (3.18)
5. Luci spente (3.20)
6. Chiediti (3.25)
7. Film (2.47)
8. 22 (3.05)
9. Quel profumo di lampone (3.19)
10. Nel buio (3.22)
11. Colpisci (3.02)
12. Fuoco (2.36)

## Formazione
- Valerio Morossi - voce e basso
- Sandro Cisolla - voce e chitarra
- Alessandro Cecino - chitarra
- Alessandro Carlozzo - batteria